# Frankenia cupularis
Frankenia cupularis är en frankeniaväxtart som beskrevs av Victor Samuel Summerhayes. Frankenia cupularis ingår i släktet frankenior, och familjen frankeniaväxter. Inga underarter finns listade i Catalogue of Life.